# 列寧圖書館站
列寧圖書館站（羅馬化：Biblioteka Imeni Lenina）是莫斯科地鐵索科利尼基線的一個車站。列寧圖書館站開通於1935年5月15日，是莫斯科地鐵最早開通的車站之一。車站名稱來自於附近的俄羅斯國立圖書館（在1925年至1992年曾名為列寧圖書館）。

## 外部連結
- Description of the station on Metro.ru （页面存档备份，存于） （俄文）
- Description of the station on Mymetro.ru （俄文）
- Description of the station on Metro.molot.ru （页面存档备份，存于） （俄文）
- KartaMetro.info （页面存档备份，存于） — Station location and exits on Moscow map （英文） （俄文）